# Guerriera (1784)
Il Guerriera fu un vascello di linea veneziano da 70 cannoni che prestò servizio nella Armada nel 1785

## Storia
La costruzione del vascello da 70 cannoni Guerriera fu ordinata dal Senato della Repubblica di Venezia, e la nave fu impostata nel 1719 sotto la direzione del Proto dei Marangoni Antonio Arcibale La Guerriera venne completata fino ai 18 carati e poi lasciata in riserva sullo scalo. I lavori ripresero tra il 1740 e il 1746, sotto la direzione del Proto dei Marangoni Giambattista Gallina, avanzando sino ai 21 carati. La nuova nave venne varata presso l'Arsenale il 30 dicembre 1784, uscendo dall'Arsenale l'11 marzo 1785 per entrare a far parte dell'Armata Grossa. pochi giorni dopo.
Il 16 marzo il vascello Guerriera si trovava all'ancora nel canale di San Biagio quando si sviluppò improvvisamente un incendio che portò alla perdita del vascello, in conseguenza del quale nel medesimo anno il Senato della Repubblica deliberò che: nei modi più spediti e robusti abbiano ad essere esemplarmente puniti non solo chi per malizia, ma anche per indiligenza o per trascuratezza, abbandoni della propria personale presenza; e doversi risolutamente farsi castigo. Vi fu subito una inchiesta ufficiale che portò a diversi arresti, tra cui il capitano e il timoniere del vascello e l'ordine di verificare il fermo di altre figure sospette, ed entro 15 giorni della perdita del vascello, ad istituire un processo ufficiale. L'esigenza di andare avanti con mezzi straordinari fu data non solo all'Inquisitorato all'Arsenale e al Magistrato all'Armar, chiamato a trasferire agli Inquisitori le carte, gli esami e le persone fino ad allora arrestate, ma anche al Savio alla Scrittura e al Sovrintendente all’Armo, per lume ed esecuzione.

### Annotazioni
1. ↑  Nel 1696 fu deciso che le navi appartenenti alla Armata Grossa avrebbero adottato la seguente colorazione: corallo per la prua, i capodibanda, la poppa, le porte dei fanali e gli intagli, rosso per i portelli dei cannoni, e doratura in oro zecchino per il leone a prua e le figure scolpite a poppa. Lo specchio di poppa era quasi sempre dipinto di blu.

### Fonti
1. ↑  http://www.veneziamuseo.it/ARSENAL/schede_arsenal/vascelli.htm.
2. 1 2 3  Levi 1896, p. 39.
3. ↑  Caimmi 2021, p. 210.
4. ↑  ASVe, Miscellanea, Materie miste e notabili, f. 213, Decreto dell’Eccellentissimo Senato di Venezia per l’incendio della Nave La Guerriera, incendiatasi in Venezia li 17 marzo 1785, cc. 1-2.
5. ↑  Caimmi 2021, p. 211.